# 이그나
이그나(본명: 이동근, 1996년 11월 20일 ~ )는 대한민국의 리그 오브 레전드 프로게이머로 포지션은 서포터이다. 아이디는 IgNar를 사용하고 있으며 현재 LCS의 NRG 소속이다.

## 선수 생활
2015년 1월 7일 윈터폭스에 입단하면서 프로 커리어를 시작했다. 하지만 윈터폭스에서는 로스터에 포함되지 않았다. 2015년 5월 8일, 팀에서 퇴단했다.
2015년 5월 15일, 승강전을 앞둔 Incredible Miracle에 입단했다. 승강전에서 출전해 팀의 챔피언스 잔류에 기여했다. 2015 서머 시즌에서도 좋은 모습을 보여주었다.
2016시즌을 앞두고 KT 롤스터에 입단했다. 2016 스프링 시즌에서는 하차니 선수와 번갈아가면서 출전했다. 2016년 3월 23일, 개인사정을 이유로 팀에서 퇴단했다.
2016년 5월 3일, 유럽 2부리그 팀인 미스핏츠 게이밍에 입단했다. 2016 서머 시즌 미스핏츠에서 좋은 모습을 보여주면서 팀의 승강전 진출에 기여했다. 승강전에서도 주전으로 활동하면서 팀의 1부리그 승격에 기여했다. 
2017 스프링 시즌에서도 팀의 주전 서포터로 활동하면서 좋은 모습을 보여주었다. 이그나의 활약으로 팀은 스프링 시즌 포스트시즌 진출에 성공했다. 2017 서머 시즌에서는 더 좋은 활약상을 선보이면서 팀의 준우승과 롤드컵 진출에 기여했다. 롤드컵 2017에서는 좋은 모습을 보여주면서 팀의 8강 진출에 기여했다. 8강전에서 만난 SK텔레콤 T1과의 경기에서 블리츠크랭크를 이용한 활약으로 화제를 모았다.
2018시즌을 앞두고 BBQ 올리버스에 입단했다. 2018 스프링 시즌 동안 팀의 주전 서포터로 활동하면서 좋은 모습을 보여주었다. 2018 서머 시즌에서는 고스트와의 호흡이 맞지 않으며 부침에 빠진 팀의 모습에 기여하는 모습을 보이기도 했다. 결국 팀은 서머 시즌 종료 후 승강전으로 떨어졌다. 승강전에서도 팀은 패배를 거듭하며 챌린저스로 강등되었다.
2019시즌을 앞두고 샬케 04에 입단했다. 스프링 시즌 초반 좋은 모습을 보여주었으나 후반으로 갈수록 점차 부침을 겪었다. 서머 시즌에서는 좋은 모습을 보이면서 팀의 포스트시즌 진출에 기여했다.
2020시즌을 앞두고 북미 리그의 플라이퀘스트에 입단했다. 2020 스프링 시즌 좋은 모습을 보여주면서 팀의 포스트시즌 진출에 기여했다. 스프링 시즌 종료 이후 올프로 서드팀에 선정되었다. 서머 시즌에서도 팀의 준우승에 기여했다. 롤드컵 2020 본선에 진출했다. 팀은 우승후보로 여겨지던 탑 e스포츠를 이기는 모습을 보여주었지만 조별리그에서 탈락했다.
2021시즌을 앞두고 이블 지니어스에 입단했다.

## 소속팀
| # | 팀명               | 소속 기간             | 소속 리그 | 비고 |
| - | ------------------ | --------------------- | --------- | ---- |
| 1 | 윈터폭스           | 2015.01.07~2015.05.08 | LCS       |      |
| 2 | Incredible Miracle | 2015.05.15~2015.12.02 | LCK       |      |
| 3 | KT 롤스터          | 2015.12.02~2016.03.23 | LCK       |      |
| 4 | 미스핏츠 게이밍    | 2016.06.04~2017.11.20 | EU CS LEC |      |
| 5 | BBQ 올리버스       | 2017.11.28~2018.11.20 | LCK       |      |
| 6 | 살케 04            | 2018.11.26~2019.11.20 | LEC       |      |
| 7 | 플라이퀘스트       | 2019.11.21~2020.11.21 | LCS       |      |
| 8 | 이블 지니어스      | 2020.11.21~           | LCS       |      |

## 수상 경력
- 롯데 꼬깔콘 리그 오브 레전드 챔피언스 코리아 스프링 2016 준우승
- 리그 오브 레전드 유러피언 챔피언십 서머 2016 우승
- 리그 오브 레전드 유러피언 챔피언십 서머 2017 준우승
- 리그 오브 레전드 월드 챔피언십 2017 8강
- 리그 오브 레전드 챔피언십 시리즈 스프링 2020 준우승
- 리그 오브 레전드 챔피언십 시리즈 서머 2020 준우승